# Black Emanuelle en Afrique
Série Black Emanuelle
La Possédée du vice
(1976)
Pour plus de détails, voir Fiche technique et Distribution.
Black Emanuelle en Afrique, parfois seulement titré Black Emanuelle (Emanuelle nera) est un film italo-espagnol de Bitto Albertini, sorti en 1975.
Il s'agit du premier film de la série Black Emanuelle (Emanuelle nera).

## Synopsis
Mae Jordan, dite Emanuelle, est une reporter-photographe de couleur qui arrive à Nairobi pour faire un reportage. Elle est l'hôte de Gianni et Ann Danieli, un couple aisé.
Emanuelle tombe sous le charme de Gianni et décide de rester à Nairobi, participant à des fêtes et des safari au cours desquels elle a des rapports sexuels lesbiens avec  Ann. D'abord heureuse, Emanuelle finit par se sentir prisonnière et afin de retrouver son entière liberté quitte l'Afrique. En effet, seul son travail la fait se sentir libre.

## Fiche technique
- Titre français : Black Emanuelle en Afrique ou Black Emanuelle
- Titre original : Emanuelle nera
- Réalisation : Albert Thomas
- Scénario et histoire : Adalberto Albertini, Ambrogio Molteni
- Photographie : Carlo Carlini
- Montage : Vincenzo Tomassi (it)
- Musique : Nico Fidenco
- Scénographe : Alberto Boccianti
- Costumes :  Adriana Spadaro
- Producteur : Mario Mariani
- Société de production : Emaus Films S.A., Flaminia Produzioni Cinematografiche, San Nicola Produzione Cinematografica.
- Pays d'origine :  Italie |  Espagne
- Genre : Comédie, Film pornographique, film érotique
- Durée : 91 minutes 
 96 minutes version pornographique
- Dates de sortie :
  - Italie : 27 novembre 1975
  - France : 18 avril 1976
  - Espagne : 4 février 1978

## Distribution
- Laura Gemser : Mae Jordan (dite Emanuelle)
- Angelo Infanti : Gianni Danieli
- Karin Schubert : Ann Danieli
- Gabriele Tinti : Richard Clifton
- Isabelle Marchall : Gloria Clifton
- Don Powell : professeur Kamau
- Venantino Venantini : William Meredith

## Production

### Tournage
Le film est tourné à Nairobi, les scènes intérieures ont été tournées à Rome, dans les studios Incir De Paolis.

### Accueil
Le film a fait 3,3 millions d'entrées, ce qui le place 19e du box-office Italie 1975-1976.